# Девід Дрейман
Девід Дрейман (англ. David Michael Draiman; 13 березня 1973) — автор пісень, і вокаліст (фронтмен) нью-метал групи Disturbed.

## Біографія
Батьки його матері були вихідцями з Польщі, що вижили при голокості. Після війни вони емігрували до США. Девід народився 13 березня 1973 року в Брукліні, Нью-Йорк. Батьки планували виховати з майбутнього співака рабина, тому до 1993 року він навчався в єврейських релігійних школах (ієшива): у Вищій ієшиві у Вісконсині, в Fasman Вищій ієшиві і Ida Crown єврейській академії в Чикаго, в Valley Torah High School в Каліфорнії і в Неві -Ціон ієшиві в Єрусалимі. Однак, незабаром Девід вирішив вступити в університет Loyola (Чикаго), який успішно і закінчив по трьох напрямках одночасно: політологія, управління бізнесом і філософія. До створення групи він також вступив у юридичний коледж. Паралельно він почав займатися музикою.

## Музична кар'єра
У 1996 році Девід Дрейман, гітарист Ден Донеган, басист Стів Кмак і ударник Майк Венгрен створили групу, виконуючу музику в стилі альтернативного металу. Девід став солістом, а паралельно автором пісень і композитором групи.
У 2000 році вийшов перший студійний альбом групи «The Sickness». У цей же час Девід взяв участь у записі саундтреку до фільму «Королева проклятих». Фільм вийшов на екрани в 2002 році і співак потрапив у престижний рейтинг американського журналу «Hit Parader» як один із 100 найкращих метал-вокалістів всіх часів.
У 2002 на світ з'явився другий альбом групи «Believe», який Девід присвятив своєму дідові, який помер незадовго до того.
20 вересня 2005 вийшов реліз альбому «Ten Thousand Fists», після випуску «Believe» пройшло вже три роки, але учасники групи говорять, що цей термін був того вартий.
На цьому творчість групи не закінчилася. Продовженням став четвертий альбом, названий «Indestructible». Дата його виходу — 3 червня 2008 року. І як говорять самі музиканти, це їх найважчий і похмурий альбом.
2010 рік. «Asylum» — п'ятий альбом американської рок-групи Disturbed. Офіційний реліз альбому відбувся 27 серпня у Німеччині та Австралії. Вихід альбому в Америці відбувся 31 серпня.
Зараз Девід є успішним музикантом. Багато в чому успіх йому принесла участь у групі Disturbed, разом з якою вони продали вже 10 мільйонів копій своїх дисків.

## Цікаві факти
- Девід Дрейман має подвійне громадянство: американське та ізраїльське.
- Його брат з дружиною живуть в Єрусалимі, Девід виступав також на їх весіллі.
- Дід Девіда вижив у концтаборі Берген-Бельзен, а бабуся пережила Аушвіц. Темі голокосту Девід присвятив пісню «Never Again» з альбому «Asylum».
- Багато текстів пісень Девіда присвячені релігійній та філософській тематиці, проте є і пісні, які відбивають його особистий досвід і життя (наприклад, сингл «Inside the Fire» з передостаннього альбому «Indestructible», в якому описує себе, «що стоїть над тілом своєї подруги, яка покінчила життя самогубством і про диявола, що нашіптував мені на вухо і що пропонує зробити те ж саме»).